# Acanthomigdolus
Acanthomigdolus is een geslacht van kevers uit de familie Vesperidae. De wetenschappelijke naam van het geslacht werd in 1941 gepubliceerd door Bruch.

## Soorten
Acanthomigdolus is monotypisch en omvat slechts de volgende soort:
- Acanthomigdolus quadricollis (Bates, 1875)